# Gustav Hirschfeld
Paul Oscar Gustav Hirschfeld, född 4 november 1847 i Pyritz, Pommern, död 20 april 1895 i Wiesbaden, var en tysk arkeolog och geograf.
Hirschfeld företog 1870–1875 vidsträckta resor i Italien, Grekland och framförallt i Mindre Asien och ledde 1875–1877 de tyska utgrävningarna i Olympia. Han blev 1877 extra ordinarie och 1879 ordinarie professor i arkeologi i Königsberg.
Hirschfeld var en av sin tids främsta kännare av Mindre Asien, vars utforskande ur arkeologisk, epigrafisk och geografisk synpunkt han ägnade sina förnämsta arbeten (bland annat Paphlagonische Felsengräber, 1885, Die Felsenreliefs in Kleinasien und das Volk der Hettiter, 1887, och The Collection of Ancient Greek Inscriptions in the British Museum, IV, I).
I den postumt utgivna boken Aus dem Orient samlades en del uppsatser rörande Grekland och Mindre Asien i antik och modern tid. Han utgav Helmuth von Moltkes "Briefe über Zustände und Begebenheiten in der Türkei" (i "Gesammelte Schriften", VIII).